# Erste Liebe. Eine Liebesgeschichte und Aphorismen über die Liebe
Erste Liebe. Eine Liebesgeschichte und Aphorismen über die Liebe (französischer Originaltitel: Amours) ist eine Erzählung des französischen Schriftstellers Paul Léautaud. Sie erschien erstmals 1958 postum bei Èditions Mercure de France. Die deutsche Übersetzung von Alexander Bergengruen erschien 1969 im Verlag Die Arche in Zürich.

## Inhalt

### Eine Liebesgeschichte
Im Jahre 1888 macht der junge Paul Léautaud, der täglich von Courbevoie nach Paris pendelt, die Bekanntschaft von Léon Ambert. Dieser ist in Paris Student der Bildhauerei und fasziniert den Ich-Erzähler durch sein gepflegtes Erscheinungsbild. In Paris trifft sich Léautaud, der zu dieser Zeit bei der Versicherungsanstalt La Nation arbeitet, gelegentlich im Jardin du Luxembourg. Bei einem Besuch bei Léons Familie lernt er dessen Schwester Jeanne kennen und findet rasch an ihrer ungezwungenen Art Gefallen. Am 14. April 1889 schenkt diese Paul eine Fotografie von sich, die mit einer persönlichen Widmung versehen ist. Durch den regelmäßigen Kontakt mit Jeanne intensiviert sich die Beziehung, dennoch erfährt Léons Familie nicht, dass die beiden ineinander verliebt sind.
Paul Léautaud nimmt später eine Anstellung bei der Boulevardzeitung La République française an. Durch die neue Arbeit lernt er viele namhafte Persönlichkeiten der Pariser High Society kennen. Léon Ambert zieht mit seiner Familie zur selben Zeit in ein ärmliches Viertel um, das gut eine Stunde von der Wohnung des Ich-Erzählers entfernt ist. Léautaud, der literarische Ambitionen hegt, arbeitet in dieser Zeit unermüdlich an Versen und Erzählungen. Jeanne beginnt eine weitere Affäre mit dem Komiker Clozel und so gerät die Beziehung zu Paul allmählich in die Brüche. In einem Abschiedsbrief an Paul vom 12. Juni 1892 rät sie ihm die Beziehung zu vergessen.
Obwohl auch Paul lernen muss, dass die Beziehung vorbei ist, hat er eine Kiste mit persönlichen Gegenständen von Jeanne aufgehoben, die er später immer wieder betrachtet und sich an die gemeinsame Zeit erinnert.

### Aphorismen über die Liebe
Im Anhang an die Erzählung veröffentlicht der Ich-Erzähler eine Sammlung von Aphorismen über die Liebe, die er seiner Katze Milton widmet. Er schließt das Buch mit den Worten: „Diese Aphorismen werden den Männern gefallen, den Frauen missfallen.“

### Ausgaben
- Paul Léautaud: Erste Liebe. Eine Liebesgeschichte und Aphorismen über die Liebe. Übersetzt von Alexander Bergengruen, Sammlung Luchterhand, Frankfurt am Main, 1989, ISBN 3-630-61869-3